# Dead Nation
Dead Nation è uno sparatutto sviluppato da Housemarque e pubblicato da Sony Computer Entertainment per il download digitale su PlayStation Network il 30 novembre 2010 in America del Nord e il 1º dicembre dello stesso anno in Europa.
Dead Nation è ambientato in uno scenario apocalittico, in cui si è diffuso su scala globale un virus che trasforma le persone in zombie. Il giocatore può scegliere tra due personaggi, un uomo e una donna, e dovrà affrontare diversi tipi di zombie che, andando avanti con il gioco, diventeranno più potenti e più numerosi.
Dead Nation è uno dei giochi presenti nel pacchetto Welcome Back pubblicato da Sony nel giugno 2011.
Il gioco è disponibile su PlayStation Vita a partire dal 16 aprile 2014.

## Modalità di gioco
I giocatori dovranno farsi largo tra i vari scenari e combattere le varie orde di zombie che diventeranno sempre più grandi andando avanti con la campagna. Esistono vari tipi di zombie, come il Corridore con la capacità di correre velocissimo; la Bomba, un grosso zombie che quando è vicino al giocatore esplode; e altri tipi di zombie. Ogni volta che un giocatore uccide uno zombie otterrà moltiplicatori di punteggio e denaro, utilizzabile per potenziare l'equipaggiamento e comprare nuove armi. Ogni volta che i giocatori vengono colpiti, perdono moltiplicatori e salute. Più punti si guadagnano e più la valutazione finale sarà alta. Durante la campagna i giocatori possono trovare scrigni che contengono salute, denaro e pezzi di armatura. In alcuni scenari il giocatore sarà bloccato fino a che non completerà un determinato obbiettivo.
Gli zombie sono attratti dalle luci e dai suoni. Questo fatto sarà utile per creare varie strategie volte ad eliminare o schivare i non-morti. Per esempio, il giocatore può far scattare l'allarme di una automobile per far spostare gli zombie in una determinata zona.
Il gioco presenta una classifica globale, che mostra quanto il virus si sia sviluppato in un paese. Ogni volta che un paese si libera da tutti gli zombie presenti, un nuovo ciclo di infezione comincia. Il multiplayer può essere online o offline.

## La strada della distruzione
Il 27 settembre 2011 è stato pubblicato un DLC intitolato La strada della distruzione (Road of Devastation), che fa continuare la campagna dalla fine del gioco principale.

## Accoglienza
La rivista Play Generation diede alla versione per PlayStation 3 un punteggio di 86/100, apprezzando gli effetti sonori definiti come grandiosi, l'atmosfera e la splendida varietà di armi e nemici e come contro la trama sconclusionata, la presenza di qualche bug ed i problemi nella selezione dell'arma, finendo per trovarlo un'esperienza adrenalinica originale nonostante alcuni problemi, rendendolo un gioco memorabile ma molto faticoso. La stessa testata lo classificò come il sesto migliore titolo PSN del 2010.